# Suvarte Soedarmadji
Suvarte Soedarmadji (né le 6 décembre 1915 en Indonésie et mort en 1979) était un joueur de football international indonésien, qui évoluait au poste de milieu de terrain.

## Biographie
Il évolue durant sa carrière dans le club du Spartak Batavia.
Il fait partie de l'équipe des Indes néerlandaises (aujourd'hui Indonésie), qui participe à la coupe du monde 1938.
L'équipe des Indes néerlandaises s'incline 6-0 au premier tour contre la Hongrie, future finaliste de la compétition.